# Official National Front
L'Official National Front (Front national officiel ONF) est l’un des deux groupes d’extrême droite créés au Royaume-Uni en 1986 à la suite de la scission du Front national britannique. Suivant des voies idéologiques essentiellement nouvelles au Royaume-Uni dans l'extrême droite, l'ONF s'est opposé au Flag Group plus traditionaliste.

## Développement
ONF a émergé au début des années 1980 lorsque de jeunes radicaux tels que Nick Griffin, Derek Holland, Patrick Harrington et David Kerr ont été attirés par les idées de la « Third Position » et, évitant ainsi la voie de la politique électorale privilégiée par le Front national britannique, les membres de l'ONF étaient des nationalistes révolutionnaires dévoués. Soulignant une ligne anti-capitaliste et anti-communiste forte, l'ONF a commencé à devenir le groupe le plus puissant au sein du NF après la série de scissions de la fin de 1979 et du début de 1980, bien qu'elles ne soient apparues au sein du NF qu'en 1984. lorsque Martin Webster a été expulsé du parti. La faction des soldats politiques a commencé avec le soutien du président Andrew Brons, mais peu de temps après, de grandes différences entre les deux factions ont commencé à se manifester. Cela a atteint son paroxysme en 1986 lorsque le parti s'est scindé en deux: environ 2 000 des 5 000 membres du NF ont suivi Griffin dans l'ONF et les autres sont partis pour le Flag group. L'ONF a maintenu le journal mensuel National Front News et a également pris le contrôle de Nationalism Today pendant cette période.

## Idéologie
Avec l'aide de Roberto Fiore, ex-leader de Terza Posizione partageait les mêmes vues, l'ONF développa une idéologie qui insistait sur la nécessité d'un « nouvel homme » doté d'une structure de cadres influencée par le système de « nid » de la Garde de fer roumaine d'avant la Seconde Guerre mondiale. La revue Rising publiée de 1983 à 1986 et The Political Soldier, un livre de 1984 de Derek Holland, constituaient les deux sources principales d’idéologie de l’ONF. Dans les pages de ces œuvres, l'ONF s'est engagée dans une révolte contre la modernité, faisant écho à de nombreux propos de Corneliu Zelea Codreanu et de Julius Evola. Nick Griffin, qui vivait dans une ferme au pays de Galles, a mis en avant la campagne « Smash the Cities » pour l'ONF, qui a été comparée au Pol Potisme par Nicholas Goodrick-Clarke.
Contrairement au NF précédent, qui mettait l'accent sur l'identité britannique, l'ONF manifestait de la sympathie pour les nationalismes autochtones au Royaume-Uni. L'ONF a adopté une politique de soutien au Nationalisme d'Ulster, une idée marginale en Irlande du Nord, et à travers ce changement, a noué des liens avec l'Association de défense de l'Ulster et en particulier John McMichael qui prônait une telle idée à l'époque. Des liens séparés ont également été entretenus avec parfois George Seawright, militant du Parti unioniste démocrate, qui, bien qu'il ne soit pas avoué être un nationaliste d'Ulster, était le frère du militant de l'ONF David Seawright. Bien qu’il n’y ait aucune preuve d’un lien direct entre les deux groupes, l’ONF a rompu avec la vision nationaliste exclusivement britannique de ses prédécesseurs pour louer les activités du nationaliste gallois Meibion Glyndŵr.
Le désir de former un soldat politique fanatique a également amené l'ONF à suivre ses homologues italiens en exprimant une certaine admiration pour un fanatisme similaire à celui observé dans l'Islam. Cette idée a conduit à la publication du numéro le plus notoire de NF News, qui portait une couverture vantant la «nouvelle alliance» du parti avec l'Ayatollah Khomeini, Mouammar Kadhafi et Louis Farrakhan, une position jusque-là impensable dans le NF. Lors d'une marche pour la journée Quds en 1988, Patrick Harrington et Graham Williamson ont pris place à côté d'un groupe de fondamentalistes musulmans.
Le « racisme scientifique » qui avait été la pierre angulaire des idées du NF jusqu'à ce moment-là a été abandonné par l'ONF au profit d'un accent sur l'ethnopluralisme et d'une expression d'admiration pour les dirigeants séparatistes noirs tels que Farrakhan et Marcus Garvey.

## Déclin
Le désir de mettre en place une direction de soldat politique signifiait que l'ONF était par nature exclusive et limitée. L'adhésion au sens strict du terme a été effectivement fermée, les étrangers ne pouvant devenir des « amis du mouvement » et la pleine adhésion n'étant ouverte qu'aux personnes choisies par les dirigeants.
Les idées étaient moins attrayantes pour les skinheads avec lesquels l’ONF avait encore des liens. L'ONF a vu dans les skinheads une source de fantassins impatients pour leurs luttes révolutionnaires, un facteur qui a amené l'ONF à organiser des concerts Rock Against Communism au milieu des années 1980. Cependant, la désillusion s'installa dans les idées ésotériques de la ONF. En 1987, Ian Stuart Donaldson, membre du NF chanteur de Skrewdriver, se joignit à Nicky Crane, organisateur du mouvement britannique, pour créer Blood and Honour, d'abord comme magazine avant de le transformer en mouvement White Power indépendant des parties. Le départ de ces groupes a également entraîné la perte de l'une des principales sources de revenus de l'ONF et la scission a créé des divisions, les partisans de B&H ayant surnommé l'ONF le « Nutty Fairy Party » en raison de leurs idées inhabituelles et des rumeurs d'homosexualité au sein du leadership. La scission a eu lieu à un mauvais moment car le nombre de membres avait déjà été réduit par la décision prise en 1986 de doubler le prix de la cotisation et de limiter l'adhésion à ceux considérés comme dignes du statut de soldat politique par les dirigeants. La dévotion du groupe vis-à-vis d'Evola et de Codreanu a également nui à ses chances, ces penseurs étant pratiquement inconnus en Grande-Bretagne et, en tant que telles, les idées de l'ONF étaient considérées comme trop étrangères pour être pertinentes dans le contexte britannique.